# Plyas for Star Dancing
Plays for Star Dancing è un album di Ray Anthony, pubblicato dalla Capitol Records nel maggio del 1957.

## Tracce
Lato A
1. When Your Lover Has Gone – 2:28 (Einar Aaron Swan) – Registrato il 6 febbraio 1957 al Capitol Tower Studios di Hollywood, California
2. Moon Over Miami – 3:26 (Edgar Leslie, Joe Burke) – Registrato il 6 febbraio 1957 al Capitol Tower Studios di Hollywood, California
3. Autumn in New York – 2:38 (Vernon Duke) – Registrato il 6 febbraio 1957 al Capitol Tower Studios di Hollywood, California
4. My Own True Love (Tara's Theme) – 2:07 (Mack David, Max Steiner) – Registrato il 6 febbraio 1957 al Capitol Tower Studios di Hollywood, California
5. C'est si bon – 3:25 (André Hornez, Henri Betti) – Registrato il 6 febbraio 1957 al Capitol Tower Studios di Hollywood, California
6. I'll Be Seeing You – 2:51 (Irving Kahal, Sammy Fain) – Registrato il 6 febbraio 1957 al Capitol Tower Studios di Hollywood, California

Durata totale: 16:55
Lato B
1. Smoke Gets in Your Eyes – 3:26 (Jerome Kern, Otto Harbach) – Registrato il 12 febbraio 1957 al Capitol Tower Studios di Hollywood, California
2. Thanks for the Memory – 2:21 (Leo Robin, Ralph Rainger) – Registrato il 6 febbraio 1957 al Capitol Tower Studios di Hollywood, California
3. Moonlight Dreams – 2:51 (Ray Anthony) – Registrato il 6 febbraio 1957 al Capitol Tower Studios di Hollywood, California
4. Sleepy Lagoon – 2:35 (Eric Coates, Jack Lawrence) – Registrato il 19 febbraio 1957 al Capitol Tower Studios di Hollywood, California
5. Far Away Places – 3:44 (Alex Kramer, Joan Whitney) – Registrato il 12 febbraio 1957 al Capitol Tower Studios di Hollywood, California
6. Star Dancing – 3:25 (Don Simpson, Ray Anthony) – Registrato il 12 febbraio 1957 al Capitol Tower Studios di Hollywood, California

Durata totale: 18:22

## Musicisti
When Your Lover Has Gone / Moon Over Miami / Autumn in New York / My Own True Love (Tara's Theme) / C'est si bon / I'll Be Seeing You / Thanks for the Memory / Moonlight Dreams
- Ray Anthony - tromba
- Art De Pew - tromba
- Jack Holman - tromba
- Jack Laubach - tromba
- Jimmy Henderson - trombone
- Lew McCreary - trombone
- Jimmy Priddy - trombone
- Med Flory - sassofono alto
- Gene Merlino - sassofono alto
- Bob Enevoldsen - sassofono tenore
- Jeff Massingill - sassofono tenore
- Leo Anthony - sassofono baritono
- Geoff Clarkson - pianoforte
- Al Viola - chitarra
- Don Simpson - contrabbasso
- Bill Richmond - batteria
- Sconosciuto - arrangiamenti
- Coro dell'orchestra (brani: Moon Over Miami, C'est si bon e Thanks for the Memory)

Smoke Gets in Your Eyes / Far Away Places / Star Dancing
- Ray Anthony - tromba
- Art De Pew - tromba
- Jack Holman - tromba
- Jack Laubach - tromba
- Jimmy Henderson - trombone
- Lew McCreary - trombone
- Jimmy Priddy - trombone
- Med Flory - sassofono alto
- Gene Merlino - sassofono alto
- Bob Enevoldsen - sassofono tenore
- Jeff Massingill - sassofono tenore
- Leo Anthony - sassofono baritono
- Geoff Clarkson - pianoforte
- Al Viola - chitarra
- Don Simpson - contrabbasso
- Bill Richmond - batteria
- The Belvederes (gruppo vocale) - cori (brano: Far Away Places)
- Sconosciuto - arrangiamenti

Sleepy Lagoon
- Ray Anthony - tromba
- Art De Pew - tromba
- Jack Holman - tromba
- Jack Laubach - tromba
- Jimmy Henderson - trombone
- Lew McCreary - trombone
- Jimmy Priddy - trombone
- Med Flory - sassofono alto, clarinetto
- Gene Merlino - sassofono alto
- Bob Enevoldsen - sassofono tenore
- Jeff Massingill - sassofono tenore
- Leo Anthony - sassofono baritono
- Geoff Clarkson - pianoforte
- Al Viola - chitarra
- Don Simpson - contrabbasso
- Bill Richmond - batteria
- Sconosciuto - arrangiamenti